# Mofako Balue
Pour les articles homonymes, voir Mofako et Balue.
Mofako Balue est un village du Cameroun, situé dans la Région du Sud-Ouest. Il est rattaché administrativement à la commune de Dikome-Balue, dans le département du Ndian.

## Population
La localité comptait 419 habitants en 1953, 270 en 1968-1969 et 825 en 1972, principalement des Balue, du groupe Oroko.
Lors du recensement de 2005 on y a dénombré 726 personnes.